# Río Policarpo
El río Policarpo es un curso de agua ubicado en la península Mitre, departamento Ushuaia, en la provincia de Tierra del Fuego, Argentina.
Desemboca en la caleta Policarpo, en el mar Argentino. Tiene fuerte influencia de la marea, que modifica permanentemente su cauce, desembocadura y profundidad, como todos los ríos de la costa norte de la península Mitre, correspondientes a la vertiente norte de la sierra Noguera, entre ellos los ríos Bueno, Leticia, Malengüena, Luz y Nogueras.
La avifauna, principalmente en su desembocadura, está representada por cauquén playero, playero rojizo, chorlito de doble collar, playerito blanco, playerito rabadilla blanca y el playero de Baird.